# Spaanse vlag (plant)
De Spaanse vlag (Ipomoea lobata, synoniemen: Mina lobata, Quamoclit lobata) is een plant uit de windefamilie (Convolvulaceae). Het is een klimplant met dunne, kruidachtige, tot 6 m lange stengels. De bladeren zijn afwisselend geplaatst, drie- tot vijflobbig en 6-15 cm lang en breed. De lobben zijn toegespitst, de twee zijdelingse lobben hebben meestal enkele grove tanden.

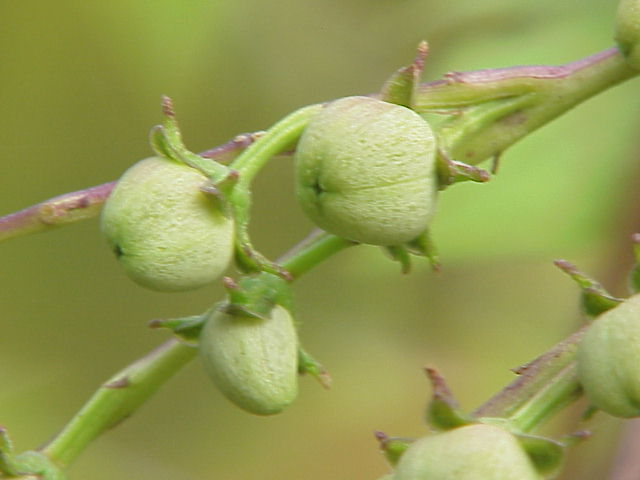
Onrijpe vruchten

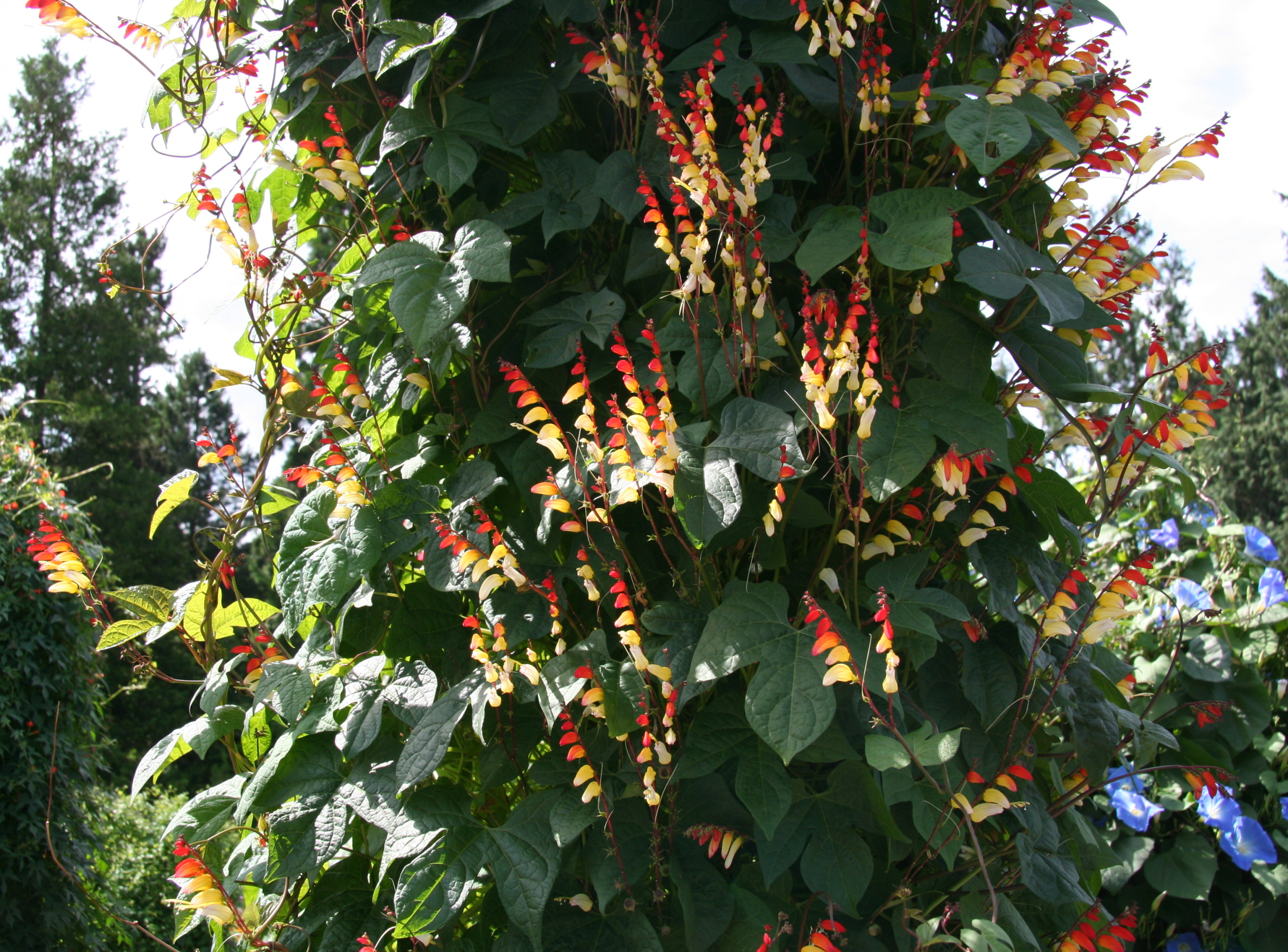
Bloemtrossen

De bloemen staan in opgerichte tot 40 cm lange, vaak gevorkt vertakte trossen. De bloemen zijn rood met geel en staan meestal horizontaal naar één zijde gekeerd, zodat ze doen denken aan een vlaggenstok met roodgele vlag. Daaraan dankt de plant zijn Nederlandse naam. Door de buisvormige, amper gezoomde bloemen wijkt de plant erg af van andere soorten uit het geslacht Ipomoea. De kelkbladeren zijn 0,5 cm lang en gespitst. De bloemkroon is 2-3 cm lang, aan de basis het breedst en heeft een nauwe monding. De bloemkroon bestaat uit vijf zeer kleine kroonslippen. De stijl en de meeldraden steken ver uit de kroonbuis. De bloemen worden in hun natuurlijke verspreidingsgebied bestoven door kolibries. De 6-8 mm lange, eivormige vruchten zijn vierhokkig en splijten met vier kleppen open. Ze bevatten maximaal vier zaden.
De Spaanse vlag is afkomstig uit (sub)tropisch Amerika en wordt wereldwijd als sierplant gekweekt. In België en Nederland kan de plant in de zomer als eenjarige plant worden gekweekt.
... · 
I. alba (Maanbloem) · 
I. aquatica (Waterspinazie) · 
I. batatas (Zoete aardappel) · 
I. cairica (Kairowinde) · 
I. indica · 
I. lobata (Spaanse vlag) · 
I. pes-caprae (Geitenhoefwinde) · 
I. quamoclit (Kardinaalswinde) · 
...